# Methylgallat
Methylgallat ist eine chemische Verbindung aus der Gruppe der Phenole und der Methylester der Gallussäure.

## Vorkommen
Methylgallat kommt natürlich in den Blättern des Blasenbaumes (Koelreuteria paniculata), sowie in Euphorbien, Geranium, dem Chinesischen Talgbaum (Sapium sebiferum), Acacia, Spirogyra-Algen, Rhus glabra und Pelargonium sidoides vor.

## Gewinnung und Darstellung
Methylgallat kann durch Veresterung von 3,4,5-Trihydroxybenzoesäure (Gallussäure) mit Methanol in Gegenwart von Schwefelsäure synthetisiert werden.

## Eigenschaften
Methylgallat ist ein weißes bis gelbliches, kristalles Pulver, das schwer löslich in Wasser ist. Die Verbindung wirkt antibiotisch und ist in vitro ein hochwirksamer spezifischer Hemmstoff von Herpes simplex.
Methylgallat besitzt eine monokline Kristallstruktur mit der Raumgruppe P21/n (Raumgruppen-Nr. 14, Stellung 2). Diese besteht im Wesentlichen aus einer planaren Anordnung der Moleküle. Die Wasserstoffatome der drei Hydroxylgruppen, die gleichzeitig als Wasserstoffbindungsdonatoren und -akzeptoren fungieren, sind in der gleichen Richtung um den aromatischen Ring herum angeordnet. Zusätzlich zu den zwei intramolekularen Wasserstoffbrückenbindungen ist jedes Molekül mit sechs weiteren Wasserstoffbrückenbindungen verbunden, wodurch ein dreidimensionales Wasserstoffbrückenbindungsnetz entsteht.

## Verwendung
Methylgallat wird als Antioxidans und als Zwischenprodukt zur Herstellung von anderen Chemikalien verwendet.